# 如皋长江大桥

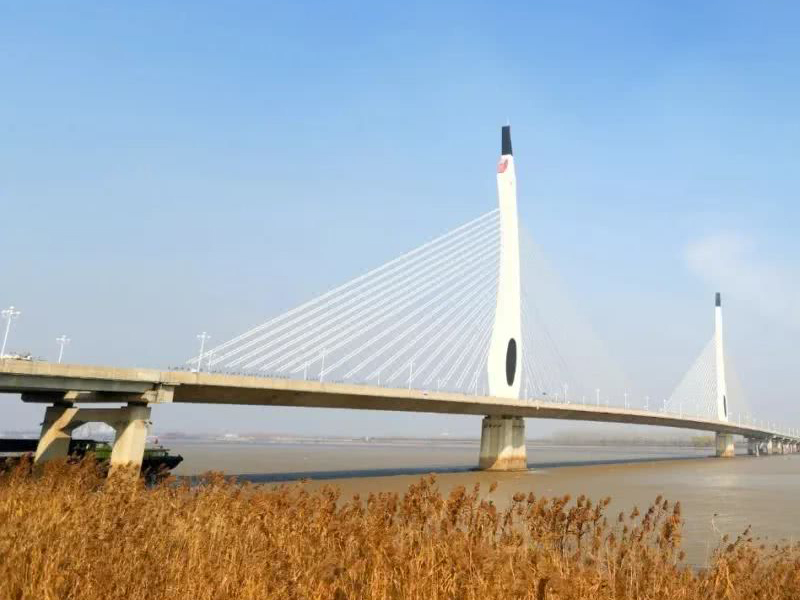
如皋长江大桥

如皋长江大桥位于中华人民共和国江苏省如皋市，长青沙大桥下游约6公里处。南起如皋长青沙环岛东路，北至新204国道与沿江高等级公路交叉处。连接苏南沿江高速公路，通达苏南各大城市，成为如皋乃至苏北地区承南启北的重要交通干线。大桥为双塔斜拉桥。全长1046米，主塔高85米，投资5.6亿元。2010年8月开工建设，2013年5月20日主体合龙，2013年12月9日正式通车。
值得注意的是，如皋长江大桥仅跨越了长江北岸至长青沙的夹江，没有跨越整个长江两岸。因此称为“长江大桥”名不副实。